# Lubuntu
Lubuntu je od roku 2011 oficiální odnož linuxové distribuce Ubuntu. Jde o open source operační systém, který jako desktopové prostředí používá rozhraní LXQt, které má nízké nároky na hardwarový výkon počítače. Před příchodem rozhraní LXQt Lubuntu používalo rozhraní LXDE a správce oken Openbox. Lubuntu je určeno pro uživatele s méně výkonným počítačem, výkonu je též uzpůsoben výběr výchozích programů.

## Programy
Programy z prostředí LXDE:
- textový procesor: AbiWord
- přehrávač zvukových souborů: Audacious
- internetový prohlížeč: Firefox
- přehrávač videa: MPlayer
- grafický editor: MTPaint
- komunikátor: Pidgin
- e-mailový klient: Sylpheed
- správce balíčků: Synaptic a Lubuntu Software Center
- a další

Programy z prostředí LXQt:
- textový procesor: LibreOffice
- přehrávač zvukových a video souborů: VLC
- internetový prohlížeč: Firefox
- e-mailový klient: Trojitá
- a další

## Požadavky

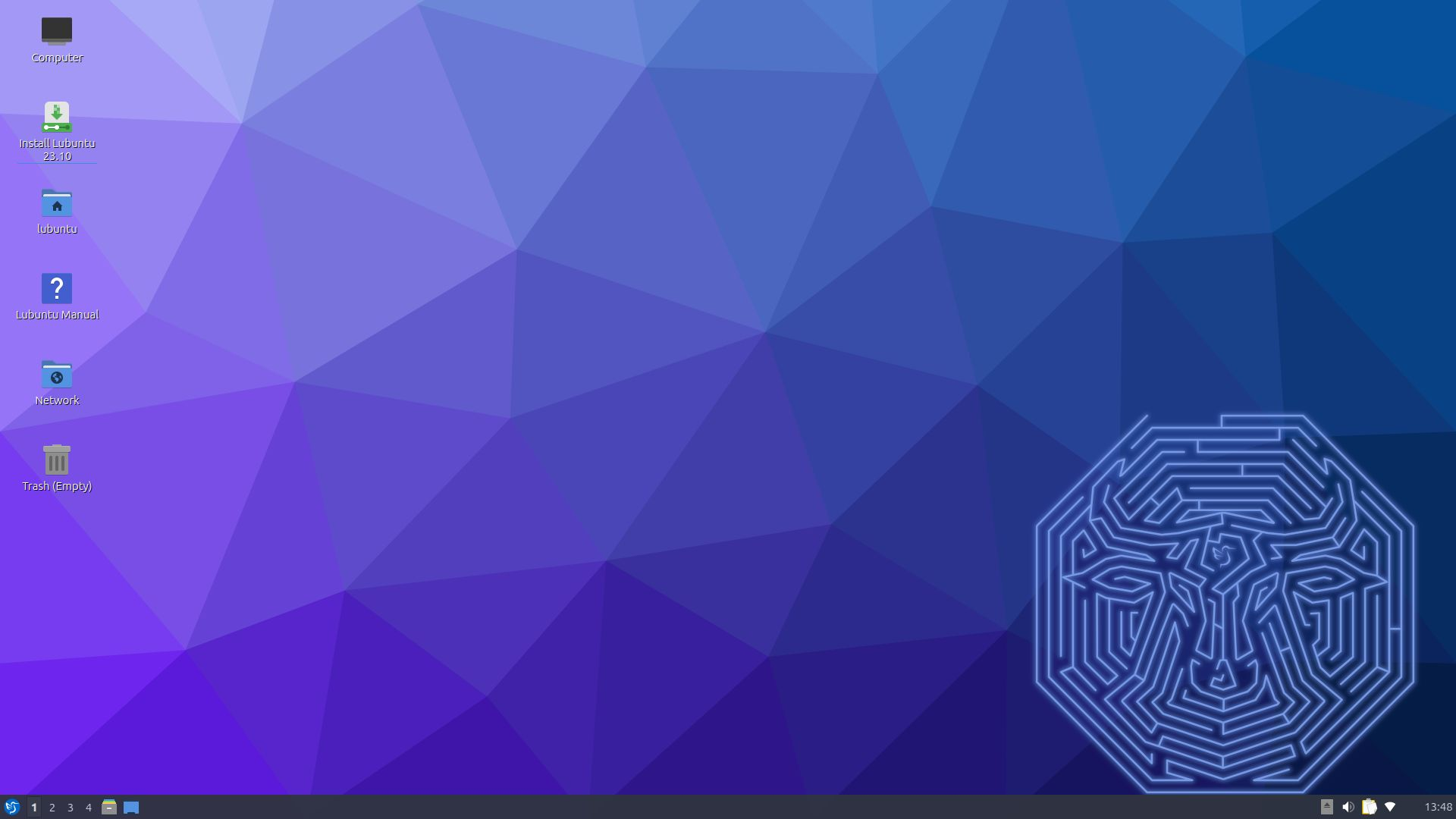
Lubuntu 23.10

Pro poslední verze Lubuntu s prostředím LXDE bylo doporučováno aspoň 1 GB RAM, pro Lubuntu s LXQt už nejsou hardwarová doporučení vydávana. Přesto může být díky svým nízkým požadavkům použito např. v netboocích, mobilních telefonech či starších počítačích. Od verze Lubuntu 19.04 je vyžadován 64bitový procesor.

## Historie
Poprvé vyšlo Ubuntu s LXDE ve verzi 8.10 „Intrepid Ibex“, tedy v říjnu 2008. V únoru 2009 byl založen projekt Lubuntu a v březnu 2009 byl zaregistrován na serveru Launchpad, čímž se Lubuntu octlo pod správou komunity. V dubnu 2009 vyšel první instalační obraz (soubor *.iso), zatím v testovací verzi.
Podle původních plánů první Lubuntu jako oficiální distribuce Ubuntu měla být verze 10.04. Do té doby však nebylo uznáno, důvodem bylo, že nesdílí stejnou strukturu s Ubuntu, proto vyšlo samostatně. První oficiální verzí se stala nakonec až 11.04. Verze 12.04 přinesla vedle LightDM také nové Lubuntu Software Center. Lubuntu 12.10 bylo prvním vyžadující CPU s podporou PAE, verze 13.10 nabídla jako výchozí prohlížeč Firefox (namísto Chromium), vydání 14.04 se stalo prvním Lubuntu s dlouhodobou podporou (LTS, až do dubna 2017). Od verze 14.10 se Lubuntu pomalu připravovalo na příchod Qt verze prostředí LXDE, známé jako LXQt. Prvním vydáním, které oficiálně přešlo na rozhraní LXQt, bylo Lubuntu 18.10.

## Verze
Každých šest měsíců je uveřejněná nová verze Lubuntu a má svoje kódové jméno a číslo. Číslo verze je založené na měsíci jejího uveřejnění, takže například 10.04 reprezentuje duben 2010. Jedná se o tzv. standard Y.MM. Níže je seznam minulých a plánovaných verzí.
| Barva   | Význam            |
| ------- | ----------------- |
| Červená | Verze bez podpory |
| Zelená  | Verze s podporou  |
| Modrá   | Budoucí verze     |

| Verze     | Datum verze    | Kódový název                              | Poznámka                                 |
| --------- | -------------- | ----------------------------------------- | ---------------------------------------- |
| 8.10      | 30. října 2008 | Intrepid Ibex (nebojácný kozoroh)         | k dispozici pouze jako volitelný balíček |
| 9.04      | 23. dubna 2009 | Jaunty Jackalope (veselý zajdalen)        | k dispozici pouze jako volitelný balíček |
| 9.10      | 29. října 2009 | Karmic Koala (osudná koala)               | k dispozici pouze jako volitelný balíček |
| 10.04 LTS | 29. dubna 2010 | Lucid Lynx (bystrý rys)                   | dlouhodobá podpora                       |
| 10.10     | 10. října 2010 | Maverick Meerkat (vzpurná surikata)       |                                          |
| 11.04     | 28. dubna 2011 | Natty Narwhal (šikovný narval)            |                                          |
| 11.10     | 13. října 2011 | Oneiric Ocelot (snový / pohádkový ocelot) |                                          |
| 12.04 LTS | 26. dubna 2012 | Precise Pangolin (přesný luskoun)         | dlouhodobá podpora                       |
| 12.10     | 18. října 2012 | Quantal Quetzal (jednotný kvesal)         |                                          |
| 13.04     | 23. dubna 2013 | Raring Ringtail (dychtivý fret kočičí)    |                                          |
| 13.10     | 17. října 2013 | Saucy Salamander (drzý mlok)              |                                          |
| 14.04 LTS | 17. dubna 2014 | Trusty Tahr (věrný tahr)                  | dlouhodobá podpora                       |
| 14.10     | 23. října 2014 | Utopic Unicorn (vysněný jednorožec)       |                                          |
| 15.04     | 23. dubna 2015 | Vivid Vervet (čilý kočkodan)              |                                          |
| 15.10     | 22. října 2015 | Wily Werewolf (mazaný vlkodlak)           |                                          |
| 16.04 LTS | 21. dubna 2016 | Xenial Xerus (přátelská veverka)          | dlouhodobá podpora                       |
| 16.10     | 13. října 2016 | Yakkety Yak (užvaněný jak)                |                                          |
| 17.04     | 13. dubna 2017 | Zesty Zapus (energická myška)             |                                          |
| 17.10     | 19. října 2017 | Artful Aardvark (mazaný hrabáč)           |                                          |
| 18.04 LTS | 26. dubna 2018 | Bionic Beaver (bionický bobr)             | dlouhodobá podpora                       |
| 18.10     | 18. října 2018 | Cosmic Cuttlefish (kosmická sépie)        | příchod LXQt                             |
| 19.04     | 18. dubna 2019 | Disco Dingo (disco dingo)                 | ukončena podpora 32bitových procesorů    |
| 19.10     | 17. října 2019 | Eoan Ermine (úsvitný hranostaj)           |                                          |
| 20.04 LTS | 23. dubna 2020 | Focal Fossa (ostrozraká fosa)             | dlouhodobá podpora                       |
| 20.10     | 22. října 2020 | Groovy Gorilla (skvělá gorila)            |                                          |
| 21.04     | 22. dubna 2021 | Hirsute Hippo (huňatý hroch)              |                                          |
| 21.10     | 14. října 2021 | Impish Indri (rošťácký lemur)             |                                          |
| 22.04 LTS | 21. dubna 2022 | Jammy Jellyfish (šťastná medúza)          | dlouhodobá podpora                       |
| 22.10     | 20. října 2022 | Kinetic Kudu (pohyblivá antilopa)         |                                          |
| 23.04     | 20. dubna 2023 | Lunar Lobster (měsíční humr)              |                                          |
| 23.10     | 12. října 2023 | Mantic Minotaur (jasnozřivý Minotaurus)   |                                          |
| 24.04 LTS | 25. dubna 2024 | Noble Numbat (vznešený mravencojed)       | dlouhodobá podpora                       |
| 24.10     | říjen 2024     | Oracular Oriole                           |                                          |

### Dlouhodobá podpora (LTS)
Jednou za dva roky vychází verze s dlouhodobou podporou (LTS - Long-Term Support), což je verze s 36měsíční podporou. Standardní verze, které vycházejí v půlročních cyklech, měly dříve délku podpory 18 měsíců, od verze Lubuntu 13.04 je délka podpory těchto standardních verzí již jen 9 měsíců.
Poslední vydaná verze LTS je 24.04.